# 小島弘行
小島 弘行（こじま ひろゆき、1968年11月1日 - ）は、日本の気象予報士。

## 人物
2002年に気象予報士の資格を取得した。
2004年10月2日から2009年9月27日まで岩谷忠幸の後任としてFNN（フジテレビ）系列で放送されている『FNNスーパーニュースWEEKEND』のお天気キャスターを務めた。ちなみに、平日の『FNNスーパーニュース』にも出演する事があった。

## 過去の出演番組
- FNNスーパーニュースWEEKEND（フジテレビ、2004年10月2日 - 2009年9月27日、『こじまん天気』担当）